# Denis Caniza
Denis Ramón Caniza Acuña (Asunción, 29 agosto 1974) è un ex calciatore paraguaiano, di ruolo difensore.

## Caratteristiche tecniche
Gioca sia come laterale che come difensore centrale.

## Carriera

### Club
Caniza inizia nel suo paese giocando per il Club Olimpia; passa successivamente al Lanús in Argentina, prima di trasferirsi al Santos Laguna in Messico e proseguire la sua carriera nell'Atlas e nel Cruz Azul. Ha giocato, inoltre, con Club Nacional, Club León Fútbol Club, Club Deportivo Irapuato, Club Sportivo Luqueño e Club Rubio Ñu.
Il 1º dicembre 2014 ha annunciato il suo ritiro dal calcio giocato.

### Nazionale
Caniza conta 100 presenze con una rete segnata nella Nazionale di calcio del Paraguay e ha partecipato a quattro edizioni dei Campionati mondiali di calcio.